# Una storia Saharawi
Una storia Saharawi è un documentario del 1996 diretto da Mario Martone.
Il film fa parte del progetto Oltre l'infanzia - Cinque registi per l'Unicef, che ha visto coinvolti anche Gianni Amelio, Marco Tullio Giordana, Alessandro D'Alatri e Marco Risi.

## Trama
Descrive il modo di vivere della popolazione Saharawi nel deserto del Sahara occidentale, in particolare narra la vicenda di un bambino morso da un serpente.